# Melanom
Melanom oz. maligni melanom je vrsta kožnega raka, ki vznikne iz melanocitov – pigmentnih celic, ki s tvorbo kožnega pigmenta melanina ščitijo globlje ležeča tkiva pred sončno svetlobo. Melanociti so prisotni v različnih organih in v redkih primerih se lahko tudi melanom pojavi na primer v prebavilih ali očesu, večinoma pa gre za kožno bolezen. Pri moških se najpogosteje pojavlja na koži trupa (predvsem hrbta), pri ženskah pa na nogah. V približno četrtini primerov se razvije iz nevusa ali kožne bradavice, ki se prične zaradi melanoma spreminjati. Pri tem gre lahko za povečanje, nastanek nepravilnih robov, spremembo barve, srbenje ali luščenje kože.
Glavni vzrok za nastanek melanoma je izpostavljenost svetlopoltih ljudi večjim dozam ultravijoličnega (UV) sevanja, ki povzroča poškodbe DNK. Izvor UV-žarkov so lahko bodisi Sonce bodisi drugi viri, na primer solariji. V skupini tveganja so ljudje s številnimi kožnimi bradavicami, tisti z zbolelimi bližnjimi sorodniki in ljudje z oslabljenim imunskim sistemom. Tveganje lahko povečajo tudi nekatere redke genetske okvare, kot je pigmentna kseroderma. Diagnoza temelji na biopsiji katerekoli nenavadne kožne spremembe, pri tistih z večjimi rakavimi spremembami pa ugotavljajo tudi prisotnost zasevkov v bližnjih bezgavkah.
Melanom se zdravi s kirurško odstranitvijo. Če se rak še ni razširil, je kirurško zdravljenje običajno uspešno. Bolnike, pri katerih so se že pojavili zasevki, zdravijo z imunoterapijo ali kemoterapijo. V Združenih državah Amerike je stopnja preživetja ob zdravljenju 98,4 % pet let po postavitvi diagnoze, če se melanom še ni razširil, in manj kot 18 %, če je že zaseval. V Sloveniji je po starejših podatkih petletno preživetje bolnikov, zbolelih v letih 1998–2002, 76,4 % pri moških in 83,7 % pri ženskah. Verjetnost, da se bo bolezen ponovila, je odvisna od tega, kako debel je melanom, kako hitro se celice delijo in ali je plast kože, ki ga prekriva, že razpadla ali ne. Najpreprostejša načina za preprečevanje melanoma sta izogibanje premočni sončni svetlobi in uporaba kreme za sončenje.

## Pojavnost
V svetovnem merilu je melanom najnevarnejši in najredkejši od treh glavnih tipov kožnega raka (melanoma, bazalnoceličnega karcinoma in ploščatoceličnega karcinoma). Moški zbolevajo pogosteje kot ženske.
Od šestdesetih let 20. toletja v izpostavljenih predelih sveta njegova pojavnost strmo raste. Leta 2012 je za melanomom zbolelo 232.000 ljudi, umrlo pa jih je 55.000. Največja pojavnost je v Avstraliji in na Novi Zelandiji (državah, ki so blizu ekvatorju in imajo pretežno belopolto prebivalstvo), pogost pa je tudi v Severni Evropi in Severni Ameriki. Redkejši je v Aziji, Afriki in Latinski Ameriki, kjer prevladuje temnejša polt. V Sloveniji je melanom še v osemdesetih letih veljal za zelo redkega, v obdobju 1985–2004 pa se je groba incidenčna stopnja pri moških povečala za štirikrat (na 17,1/100.000) in pri ženskah za 3,2-krat (na 17,7/100.000).
Najpomembnejši dejavnik tveganja za nastanek melanoma je čezmerno sončenje, zato je pojavnost zlasti visoka pri premožnejših starejših ljudeh, ki si lažje privoščijo dopust v južnih krajih. Dodaten dejavnik tveganja je tanjšanje ozonske plasti, ki sicer varuje površje Zemlje pred UV-sevanjem Sonca. V nekaterih državah, predvsem Avstraliji, se je pojavnost povečala tako zelo, da je melanom postal širši javnozdravstveni problem. Vlada zato že od druge polovice 20. stoletja prebivalce ozavešča o nevarnostih čezmernega sončenja. V Skandinaviji pa je problematična množična uporaba solarijev.